# Go-Kašiwabara
Go-Kašiwabara (japonsky 後柏原,19. listopad 1464 – 19. květen 1526) byl v pořadí 104. japonským císařem dle tradičního seznamu japonských císařů. Jeho vláda začala dne 16. listopadu 1500, skončila panovníkovou smrtí 19. května 1526. Go-Kašiwabarovo vlastní jméno bylo Kacuhito.
Go-Kašiwabara byl synem císaře Go-Cučimikada, jeho matka byla Niwata Asako. Po smrti otce se stal císařem (v roce 1500). Počátek jeho vlády ale poznamenaly důsledky již relativně dávno ukončené války Ónin, což byla občanská válka, která probíhala v letech 1467–1477. Kvůli této válce byla císařská rodina tak chudá a ožebračená, že si Go-Kašiwabara nemohl dovolit ani řádný korunovační obřad. Byl korunován až 22. března 1521, když mu tento obřad zařídil a zaplatil představitel Ašikagského šógunátu, šógun Ašikaga Jošiharu[zdroj?]. Vzhledem k rozptýlení dvorské šlechty a chudosti císařské rodiny měl císař Go-Kašiwabara jen velmi malou autoritu. Zemřel 19. května 1526.
Císařovu vládu lze rozdělit do následujících období:
- Meió
- Bunki
- Eišó
- Daiei

## Potomci
- 1. syn: ?????
- 2. syn: princ Tomohito (císař Go-Nara)
- 3. syn: princ Kakudó, stal se buddhistickým knězem
- 4. syn: ?????
- 5. syn: princ Kijohiko
- 6. syn: princ ????

- 1. dcera: ?????
- 2. dcera: Kakune

| Japonští císaři           | Japonští císaři         | Japonští císaři   |
| ------------------------- | ----------------------- | ----------------- |
| Předchůdce: Go-Cučimikado | 1500–1526 Go-Kašiwabara | Nástupce: Go-Nara |